# Pallacanestro Varese 1972-1973
Nel Campionato 1972-73 la Pallacanestro Varese non conta più nell'organico giocatori come Paolo Vittori e lo statunitense Tony Gennari. L'acquisto dello straniero concesso in campionato si rivolge all'ala americana Bob Morse, giunto direttamente dall'Università della Pennsylvania.
Il vertice societario intraprende l'annata agonistica nell'incertezza del rinnovo dello sponsor storico, l'Ignis di Giovanni Borghi, rilevata agli inizi del 1970 dalla multinazionale Philips che in questo periodo si dimostra titubante nel proseguire il binomio con lo sport. L'intervento di Borghi nei confronti del presidente dell'azienda olandese Gerrit Jeelof permette il rinnovo del contratto. Il coinvolgimento del commendatore si protrae, con la nomina di presidente esecutivo del figlio Guido, che resterà in carica fino al 1981.
In questa stagione la Pallacanestro Varese conquista tutti i tornei a cui partecipa; Campionato, Coppa Italia, Coppa Intercontinentale, giocata in Brasile, a San Paolo, opposta alla formazione dell'Sírio,  e Coppa Europa, nella finale giocata in Belgio, a Liegi, contro i sovietici dell'Armata Rossa.

## Rosa 1972/73
- Ivan Bisson
- Ottorino Flaborea
- Bob Morse
- Massimo Lucarelli
- Dino Meneghin
- Aldo Ossola
- Manuel Raga
- Edoardo Rusconi
- Paolo Polzot
- Paolo Vittori
- Marino Zanatta
- Giorgio Chiarini
- Franco Bartolucci
- Allenatore:
  -  Aza Nikolić

## Statistiche
| COMPETIZIONE            | GIOCATE | VINTE | PERSE | F    | S    | PIAZZAMENTO |  |
| CAMPIONATO              | 27      | 25    | 2     | 2485 | 1831 | VINCITRICE  |  |
| TORNEI E AMICHEVOLI     | 20      | 18    | 2     | 1768 | 1412 | -           |  |
| COPPA ITALIA            | 5       | 5     | 0     | 545  | 328  | VINCITRICE  |  |
| COPPA EUROPA            | 9       | 6     | 3     | 787  | 713  | VINCITRICE  |  |
| COPPA INTERCONTINENTALE | 4       | 3     | 1     | 364  | 314  | VINCITRICE  |  |

## Fonti
- "Pallacanestro Varese 50 anni con voi" di Augusto Ossola